# Чемпіонат світу з хокею із шайбою 2020 (дивізіон I, жінки)
Чемпіонат світу з хокею із шайбою 2020 (Дивізіон І) — скасований чемпіонат світу з хокею із шайбою, який мав відбутись у двох групах: Група А Анже (Франція) та Група В Катовиці (Польща).
2 березня 2020 року турнір групи В був скасований IIHF через пандемію COVID-19. П'ять днів потому турнір групи А також був скасований.

## Група А
| Поз | Команда     | М | В | ВО | ПО | П | ГЗ | ГП | Різ | О | Кваліфікація або пониження |
| --- | ----------- | - | - | -- | -- | - | -- | -- | --- | - | -------------------------- |
| 1   | Швеція      | 0 | 0 | 0  | 0  | 0 | 0  | 0  | 0   | 0 | Чемпіонат світу 2021       |
| 2   | Франція (H) | 0 | 0 | 0  | 0  | 0 | 0  | 0  | 0   | 0 | Чемпіонат світу 2021       |
| 3   | Норвегія    | 0 | 0 | 0  | 0  | 0 | 0  | 0  | 0   | 0 |                            |
| 4   | Австрія     | 0 | 0 | 0  | 0  | 0 | 0  | 0  | 0   | 0 |                            |
| 5   | Словаччина  | 0 | 0 | 0  | 0  | 0 | 0  | 0  | 0   | 0 |                            |
| 6   | Нідерланди  | 0 | 0 | 0  | 0  | 0 | 0  | 0  | 0   | 0 | Вибування до Дивізіону І B |

## Група B
| Поз | Команда        | М | В | ВО | ПО | П | ГЗ | ГП | Різ | О | Кваліфікація або пониження |
| --- | -------------- | - | - | -- | -- | - | -- | -- | --- | - | -------------------------- |
| 1   | Італія         | 0 | 0 | 0  | 0  | 0 | 0  | 0  | 0   | 0 | Вихід до Дивізіону І А     |
| 2   | Південна Корея | 0 | 0 | 0  | 0  | 0 | 0  | 0  | 0   | 0 |                            |
| 3   | Польща (H)     | 0 | 0 | 0  | 0  | 0 | 0  | 0  | 0   | 0 |                            |
| 4   | Китай          | 0 | 0 | 0  | 0  | 0 | 0  | 0  | 0   | 0 |                            |
| 5   | Казахстан      | 0 | 0 | 0  | 0  | 0 | 0  | 0  | 0   | 0 |                            |
| 6   | Словенія       | 0 | 0 | 0  | 0  | 0 | 0  | 0  | 0   | 0 | Вибуття до Дивізіону ІІ А  |